# Мусин-Пушкин, Аполлос Эпафродитович
Граф Аполло́с Эпафроди́тович Му́син-Пу́шкин (1725—1771) — русский государственный деятель, президент Берг-коллегии, действительный статский советник; литератор из рода Мусиных-Пушкиных.

## Биография
Родился в 1725 году. Внук петровского сподвижника И. А. Мусина-Пушкина. Имел сестёр Елену (1720—1775) и Екатерину (21.10.1721—15.3.1812), которая была замужем за сенатором М. Я. Масловым.
Окончил курс в Сухопутном шляхетном корпусе в ноябре 1743 года. До 1757 года был на военной службе. Затем состоял в должности прокурора, был членом присутствия канцелярии Главного заводов правления в Екатеринбурге и вице-президентом Берг-коллегии.
С 1763 года — главный командир Екатеринбурга, состоял во главе канцелярии Главного правления Сибирских, Казанских и Оренбургских заводов.
В 1763 году А. Э. Мусин-Пушкин поместил в журнале «Невинное упражнение» перевод сатирической повести Вольтера «Путешествие в Микрокосм одним из новых Пифагоровых последователей» и «Второе путешествие» (перепеч.: Друг просв. 1805. № 5). В предпосланном публикации «Письме к издателям», Е. Р. Дашкова заметила, что перевод кажется ей «остроумен и забавен». Для издания М. М. Хераскова, «Переводы из „Энциклопедии“», он перевёл статью «Минералогия» (1767, Ч. 2). В РГАДА хранится его записка «О размножении медной монеты в государстве.
С 1767 года — действительный статский советник и президент Берг-коллегии. К 1769 году разработал «Инструкцию о способах разработки каменного угля…». В 1770 году он предложил Екатерине II делать на изобретенной им машине, медную монету номиналом в один рубль, представив рисунки вводимой монеты. Для изготовления рублёвой медной монеты была выделена Сестрорецкая оружейная контора.
В 1771 году под его руководством был составлен проект «О горных школах», послуживший основанием (вместе с прошением И. Тасимова) открытия Горного училища в Санкт-Петербурге. В этом же году, 29 июня, он умер.

## Семья
Был женат на Елизавете Федотовне Татищевой, урождённой Каменской (4.3.1731—19.6.1800), сестре генерал-фельдмаршала Михаила Федотовича Каменского. 
Их сын Аполлос Аполлосович (1760—1805), известный естествоиспытатель. Потомства не оставил.